# The Carnegie Hall Concert
The Carnegie Hall Concert is een solomuziekalbum van Keith Jarrett. Het is een improvisatie, bestaande uit 10 delen en een vijftal oudere composities van Jarrett zelf, die opgenomen zijn in de Carnegie Hall in New York.

## Musici
- Keith Jarrett – piano.

## Composities
CD1:
1. Carnegie Hall; deel I tot V;

CD2
1. Carnegie Hall; deel VI
2. Carnegie Hall; deel VII
3. Carnegie Hall; deel VIII
4. Carnegie Hall; deel IX
5. Carnegie Hall; deel X
6. The good America
7. Paint my heart red
8. My song
9. True blues
10. Time on my hands